# 何柏光
何柏光（1928年—?）又名何柏江、何伯光、何栢光，香港演员。

## 生平
小时候随父亲在广州表演歌剧、其有十二个兄弟姐妹。
之后到香港等地出演电影等作品，并且多以跑龙套为主，因为相貌等原因而非常引人注目。
其不仅出演电影，并且还尝试音乐创作。
其第一个出演的作品是《蠶蟲師爺》。之后在2008年拍摄完《吓死你》后息影。
他的弟弟何鉴江、何静江为足球评论员。